# خزنده‌شناسی

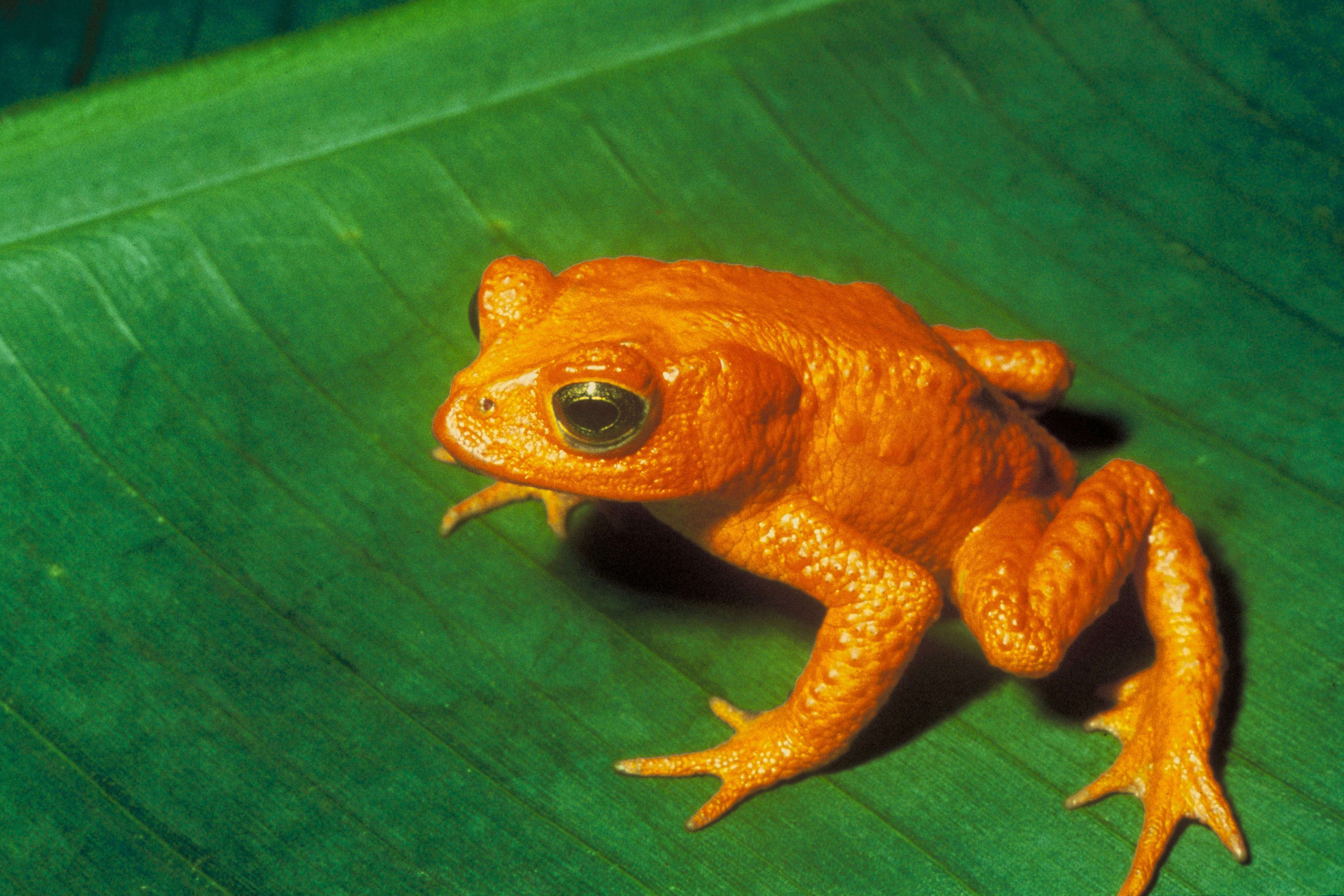

خزنده‌شناسی شاخه‌ای از جانورشناسی است که که به مطالعه دوزیستان (از جمله قورباغه، وزغ، سمندر) و خزندگان (مارها، مارمولک‌ها، لاک‌پشت، تمساح) می‌پردازد.